# Antigua y Barbuda en los Juegos Olímpicos de Tokio 2020
Antigua y Barbuda estuvo representada en los Juegos Olímpicos de Tokio 2020 por un total de seis deportistas, tres hombres y tres mujeres, que compitieron en cuatro deportes.
Los portadores de la bandera en la ceremonia de apertura fueron el atleta Cejhae Greene y la nadadora Samantha Roberts. El equipo olímpico antiguano no obtuvo ninguna medalla en estos Juegos.